# Ramsey (New Jersey)
Ramsey – miasto w Stanach Zjednoczonych, w stanie New Jersey, w hrabstwie Bergen. W 2010 roku liczyło 14 473 mieszkańców.